# 番紅花城市大廳
番紅花城市大廳，也译作克罗库斯城音乐厅，其正式名稱為番番紅花馬戈馬耶夫城市大廳」，是一座位於俄羅斯莫斯科州克拉斯諾戈爾斯克番紅花城街區的音樂廳，毗鄰米亞金寧諾站。2009年10月25日，該場館揭幕，番紅花集團主席阿拉茲·阿加拉羅夫出席揭幕儀式。該場館以歌手穆斯林·馬戈馬耶夫之名命名。此處舉辦2013年環球小姐比賽，時為美國知名企業家後為美國總統的唐納德·川普出席。2024年3月，该场馆遭受重大恐怖袭击，是自2004年貝司蘭人質危機以來全俄羅斯最嚴重、死亡人數最多的恐怖攻擊，場館遭到严重破坏。
該場地在正常配置下可容納6200名觀眾，如果將底層改為池座，則最多可容納9500名觀眾。

## 活動

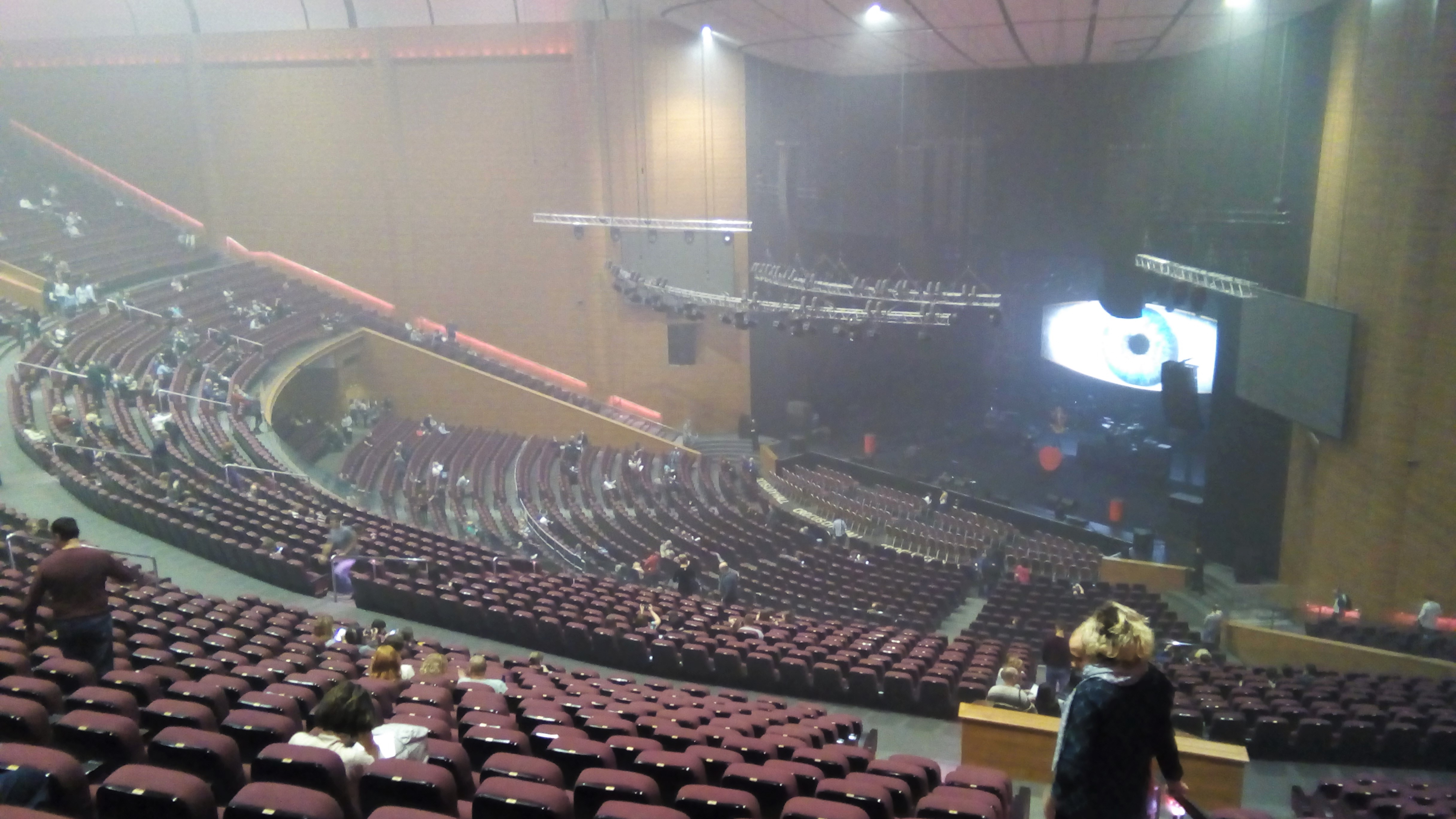
番紅花城市大廳內部

在番紅花城市大廳的首五年運營中，超過340萬名觀眾參加了700多場各類活動。該場館的開幕演出是為紀念穆斯林·馬戈馬耶夫而舉行的音樂會，吸引眾多俄羅斯流行音樂人參與。在其運營期間，來自俄羅斯及世界各地的百位以上藝術家在此舉辦了音樂會、戲劇、體育賽事和兒童節目等多樣化活動。
2013年11月5日至11月9日，2013年度環球小姐比賽在此音樂廳舉行，來自80多個國家的選美者參與。這次比賽轉播吸引了超過10億的電視觀眾，最後來自委內瑞拉的25歲的加布里埃拉·伊斯勒獲得選美冠軍。出席活動的嘉賓包括時為美國商人後為美國總統的唐納德·特朗普與史密斯飛船主唱史蒂芬·泰勒，後者擔任評審團主席並在選美者簇擁下演唱歌曲。
2022年5月1日，《蒙面歌王》俄羅斯賽區第三季總決賽在番紅花城市大廳舉行，共有7000名觀眾觀看節目，總決賽在遠東NTV電視頻道進行現場直播。2023年4月30日，《蒙面歌王》第四季總決賽同樣在該處舉行，共有7000名觀眾觀看節目。

## 2024年恐怖襲擊事件
莫斯科時間2024年3月22日晚上約20點，該場地在搖滾樂隊野餐樂隊音樂會開始前發生恐怖襲擊，造成至少139人死亡。在襲擊過程中，襲擊者縱火焚燒該場地，其上層、禮堂和舞台完全燒毀，屋頂部分倒塌。滅火工作持續了一整夜，於第二天早上結束。
根據初步統計，襲擊造成約100億盧布損失。番紅花集團宣佈將修復番紅花城市大廳。

## 外部鏈結
- 番紅花城市大廳官方網站 （页面存档备份，存于）